# بهنام وسارة
بهنام وسارة هما قديسين مسيحيين ذكر أنهما عاشا في القرن الرابع في بلاد النهرين. لا يعرف إذا ما كانت قصتهم حقيقة، لكن تقول قصتهم أنهما كانا أميرين وكانا ابن سنحاريب ملك آشور من زوجته الفارسية شيرين. تقول القصة أن بهنام وألذي يعني اسمه الجميل ذهب ليقابل الراهب متى الناسك في جبل الألفاف لكي يعالج مرض اخته سارة. وعندما حكى بهنام لمتى حكاية مرض أخته طلب احضارها إلى الدير، فقام بشفائها، وبسبب ذلك أمن بهنام وسارة مع أربعين من رفاقهم بالمسيحية. عادا بعد ذلك إلى مدينة كالح وبالرغم أن والدتهم شيرين طلبت اخفاء أمر ايمانهم بالمسيحية عن والدهم ألذي كان يؤمن بالزرادشتية، لم يقبل بهنام بالأمر وأعلن ايمانه بالمسيحية. وعندما علم والدهم بذلك قبض عليهم وطالبهم بترك المسيحية لكنهم رفضوا، وهربوا بعد ذلك من والدهم وألذي أرسل جيش ليلاحقهم فوصل اليهم وقاموا بقتلهم في منطقة ديرهم حالياً، حيث يعتقد أنهم دفنوا هناك أيضاً. يعتبرون قديسين عند الكنائس المشرقية، وتعيد الكنيسة السريانية الكاثوليكية بعيدهم في يوم 10 كانون الأول من كل سنة، فيما تعيد الكنيسة القبطية الأرثوذكسية بعيدهم في يوم 23 يناير، وتعيد الكنيسة الرسولية الأرمنية بعيدهم في يوم 10 يناير.